# Jonas P. Phoenix
Jonas Phillips Phoenix (* 14. Januar 1788 in Morristown, New Jersey; † 4. Mai 1859 in New York City) war ein US-amerikanischer Politiker. Er vertrat zwischen 1842 und 1845 sowie zwischen 1849 und 1851 den Bundesstaat New York im US-Repräsentantenhaus.

## Werdegang
Jonas Phillips Phoenix wurde ungefähr fünf Jahre nach dem Ende des Unabhängigkeitskrieges in Morristown geboren. Er genoss eine begrenzte Schulbildung und war danach als Händler in New York City tätig. In den Jahren 1840, 1842 und 1847 war er Alderman im ersten Bezirk. 1842 wurde er zum Kommissar für das Croton Aqueduct ernannt. Politisch gehörte Phoenix der Whig Party an. Bei den Kongresswahlen des Jahres 1842 wurde er im dritten Wahlbezirk von New York in das US-Repräsentantenhaus in Washington, D.C. gewählt, wo er am 4. März 1843 die Nachfolge von Charles G. Ferris, Fernando Wood, John McKeon und James I. Roosevelt antrat, welche zuvor zusammen den dritten Distrikt im US-Repräsentantenhaus vertraten. Da er im Jahr 1844 auf eine erneute Kandidatur verzichtete, schied er nach dem 3. März 1845 aus dem Kongress aus. Allerdings kandidierte er im Jahr 1846 erfolglos um einen Kongresssitz. Danach hatte er in den Jahren 1846 und 1847 den Vorsitz über das Whig General Committee. 1848 saß er in der New York State Assembly und wurde wieder in das US-Repräsentantenhaus gewählt, wo er am 4. März 1849 die Nachfolge von Henry Nicoll antrat. Eine weitere Kandidatur lehnte er ab und schied nach dem 3. März 1851 aus dem Kongress aus. Er verstarb ungefähr zwei Jahre vor dem Ausbruch des Bürgerkrieges am 4. Mai 1859 in New York City und wurde dann auf dem Presbyterian Cemetery in Morristown beigesetzt.